# Baranowo
Baranowo è un comune rurale polacco del distretto di Ostrołęka, nel voivodato della Masovia.
Ricopre una superficie di 198,19 km² e nel 2004 contava 6 771 abitanti.